# 쇠데르텔리에시

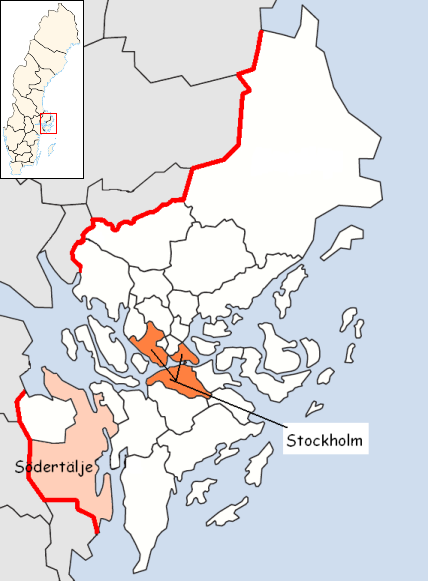
쇠데르텔리에 시의 위치

쇠데르텔리에시(스웨덴어: Södertälje kommun)는 스웨덴 스톡홀름주에 위치한 지방 자치체로 행정 중심지는 쇠데르텔리에이며 면적은 694.24km2, 인구는 94,631명(2016년 12월 31일 기준), 인구 밀도는 140명/km2이다.

시 문장